# 데이비드 플랫
데이비드 플랫(영어: David Platt, 1966년 6월 10일 ~ )은 잉글랜드의 전 축구 선수이다.